# Albert Habermann
Albert Habermann (* 9. Januar 1913 in Schackendorf; † 4. Januar 1987 in Erfurt) war ein deutscher Maler und Grafiker.

## Leben und Werk
Über das Leben und Wirken Habermanns vor 1945 wurden keine Informationen gefunden. Das Erfurter Einwohnerverzeichnis verzeichnet ihn 1948 als Kunstmaler und Grafiker in der Metallstraße 17.
Habermann war als Mitglied des Verbands Bildender Künstler der DDR in Erfurt freischaffend tätig. In Biografien früherer Schüler wird er als Professor genannt. Neben seiner künstlerischen Arbeit betrieb er als Ausbildungsstätte ein „offenes Studio“ und gründete und leitete u. a. im Kreiskulturhaus Erfurt und im Erfurter Kombinat Umformtechnik „Zirkel für bildnerisches Volkskunstschaffen“. Letzterer wurde als „Ausgezeichnetes Volkskunstkollektiv der DDR“ geehrt. Zu den Teilnehmern gehörten die späteren Maler und Grafiker Ulf Raecke (* 1940 - † 2010), Gerd Schnetter (* 1949) und Jürgen Valdeig. Als Anerkennung für diese Arbeit erhielt Habermann eine Studienreise nach Kuba und 1972 den Kulturpreis der Stadt Erfurt.
Bilder Habermanns befinden sich u. a. im Lindenau-Museum Altenburg/Thür und im Angermuseum Erfurt.

## Werke (Auswahl)
- Landschaft (Kohlezeichnung, um 1953)[3]
- Bereit zur Arbeit und zur Verteidigung des Friedens (Folge von Kohlezeichnungen, um 1953) u. a.[4][5]

## Ausstellungen (mutmaßlich unvollständig)

### Einzelausstellungen
- 1951/1952: Erfurt, Anger-Museum
- 1965: Erfurt, Anger-Museum („Reiseskizzen aus Kuba“)
- 1988: Erfurt, Kultur- und Freizeitzentrum, Galerie 84 („Aquarelle, Handzeichnungen, Grafik“) post mortem

### Ausstellungsbeteiligungen
- 1948: Erfurt, Anger-Museum („Erfurter Künstler“)

- 1953: Dresden, Dritte Deutsche Kunstausstellung[6]
- 1979: Erfurt, Bezirkskunstausstellung